# Санта Муерте

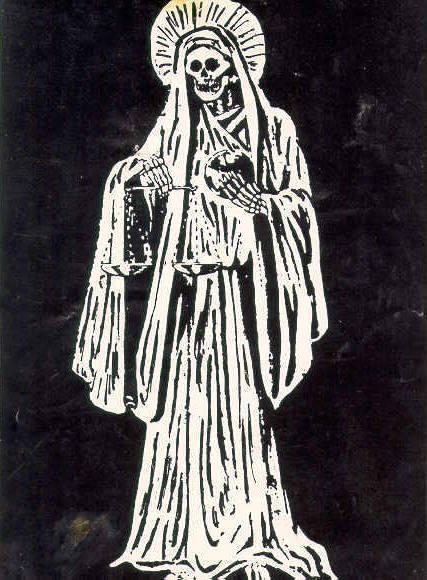
Санта Муерте Бланка (Біла Свята Смерть)

Санта Муерте (ісп. Santa Muerte — Свята Смерть) — сучасний релігійний культ, поширений у Мексиці та США, що полягає в поклонінні однойменному божеству, яке уособлює смерть. Це різновид сучасної танатолатрії. Найчастіше релігію сповідує населення бідних районів Мехіко.

## Витоки виникнення
Культ Санта Муерте є синкретичним і походить від змішання елементів міфології аборигенів Мексики (головним чином ацтеків і майя) з католицизмом. Вважається, що образ Санта Муерте має паралелі з Міктлантекутлі — ацтекським божеством смерті та володарем підземного світу, а також з Хунахпу — одним з міфологічних персонажів майя, пов'язаних із потойбіччям. Для мексиканців поклоніння божествам смерті значною мірою традиційне, про що свідчить значне поширення святкування особливих «Днів Мертвих» серед католицького населення країни, однак лише серед прихильників культу нині поширене власне шанування Смерті як божества. Перші згадки про культ датуються XVII століттям.

## Суть віри
Прихильники Санта Муерте вірять, що молитви, звернені до Смерті, можуть бути почуті, і що вона здатна виконувати бажання. Заради цього влаштовують особливі каплиці, споруджують статуї божества (які зазвичай мають вигляд одягненого в яскраву сукню жіночого скелету) і здійснюють жертвопринесення (найчастіше Смерті підносять алкогольні напої, сигари і шоколад). Привабливим для населення бідних кварталів Мехіко (Тепіто), що становлять основну масу послідовників культу, є твердження про рівність перед Санта Муерте всіх людей, в тому числі тих, що мають проблеми із законом. Всупереч обвинуваченням католицьких священиків, підтвердженої інформації про те, що парафіяни Санта Муерте займаються чорною магією, немає.

## Організація
Частину представників культу об'єднує так звана Традиційна Католицька Церква Мексики і США. Засновник — Давид Ромо Гуілліен (David Romo Guillen). Перша парафія цієї організації з'явилася 1999 року..

## Стосунки з владою та іншими конфесіями
Влада Мексики переслідує культ як сатанинський, проте самі послідовники Санта Муерте заперечують будь-який зв'язок свого божества з дияволом. Час від часу проводяться репресії проти представників культу, включаючи знесення каплиць, присвячених Смерті. У 2016 році мексиканські військові зруйнували ще кілька каплиць уздовж кордону з США, заявляючи, що вони використовувалися наркокартелями.
Католицька церква також виступає проти культу, наполягаючи на відсутності зв'язку між Санта Муерте та християнством. Попри це, кількість послідовників Святої Смерті продовжує неухильно зростати.

## Поширення за межами Мексики
Окрім Мексики, культ набув поширення в США серед латиноамериканської діаспори і навіть серед населення англосаксонського походження. Наприклад, фільми та серіали про наркокартелі нерідко містять сцени поклоніння Святій Смерті, що відображає її важливість у певних кримінальних спільнотах. У музиці багато латиноамериканських виконавців використовують її образ у своїх кліпах, підкреслюючи культурну значущість культу